# Persone di nome Paolo/Pittori
| Questa pagina contiene informazioni ricavate automaticamente dalle voci biografiche con l'ausilio del template Bio e di un bot. L'aggiornamento è periodico e automatico e ricostruisce completamente la pagina. Se manca una persona in questa lista, sei pregato di non aggiungerla, ma accertati piuttosto che la sua voce biografica contenga il template Bio e che i dati anagrafici siano correttamente compilati. Se il template Bio manca, inseriscilo tu stesso o, in alternativa, metti l'avviso {{tmp\|Bio}} che ne segnala la mancanza. Se i dati riportati sono sbagliati, correggi direttamente la voce biografica; le modifiche saranno visibili in questa lista entro pochi giorni. Per chiarimenti vedi il progetto antroponimi. La lista contiene solo le 74 persone che sono citate nell'enciclopedia e per le quali è stato implementato correttamente il template Bio. Pagina aggiornata al 22 lug 2025. |

Questa è una lista di persone presenti nell'enciclopedia che hanno il nome Paolo e sono pittori.

## A(5)
- Paolo Agelli, pittore italiano (Forlì, n. 1778 - Forlì, † 1841)
- Paolo Albertoni, pittore italiano
- Paolo Alboni, pittore italiano (Bologna, n. 1665 - Bologna, † 1730)
- Paolo Anesi, pittore e incisore italiano (Roma, n. 1697 - Roma, † 1773)
- Paolo Arri, pittore italiano (Asti, n. 1868 - Asti, † 1939)

## B(10)
- Paolo Baratta, pittore italiano (Ghiare di Noceto, n. 1874 - Parma, † 1940)
- Paolo Emilio Barberi, pittore e architetto italiano (Roma, n. 1775 - Nizza, † 1847)
- Paolo Antonio Barbieri, pittore italiano (Cento, n. 1603 - Bologna, † 1649)
- Paolo Barbotti, pittore italiano (Pavia, n. 1821 - Pavia, † 1867)
- Paolo Emilio Besenzi, pittore, scultore e architetto italiano (Reggio Emilia, n. 1608 - Reggio Emilia, † 1656)
- Paolo Biancucci, pittore italiano (Lucca, n. 1596 - Lucca, † 1650)
- Paolo Vincenzo Bonomini, pittore italiano (Bergamo, n. 1757 - Bergamo, † 1839)
- Paolo Bontulli, pittore italiano (Percanestro)
- Paolo Brozzi, pittore italiano (Bologna)
- Paolo Gerolamo Brusco, pittore italiano (Savona, n. 1742 - † 1820)

## C(8)
- Paolo Calafiore, pittore, scultore e scrittore italiano (Solarino, n. 1928 - Catania, † 2006)
- Paolo Veronese, pittore italiano (Verona, n. 1528 - Venezia, † 1588)
- Paolino Caliari, pittore italiano (Verona, n. 1764 - Verona, † 1835)
- Paolo Carosone, pittore, scultore e incisore italiano (Roma, n. 1941)
- Paolo Cavinato, pittore italiano (Belluno, n. 1911 - Belluno, † 1992)
- Paolo da Caylina il Giovane, pittore italiano (Brescia)
- Paolo Citraro, pittore, scultore e decoratore italiano (Misterbianco, n. 1928 - Misterbianco, † 2023)
- Paolo Giovanni Crida, pittore italiano (Graglia, n. 1886 - Biella, † 1967)

## D(9)
- Paolo Dal Pozzo, pittore italiano (Feltre, n. 1573 - Feltre, † 1655)
- Paolo De Albertis, pittore italiano (Napoli, n. 1770 - Napoli, † 1844)
- Paolo De Filippi, pittore italiano (Belluno, n. 1755 - Belluno, † 1830)
- Paolo De Majo, pittore italiano (Marcianise, n. 1703 - Napoli, † 1784)
- Paolo De Matteis, pittore italiano (Piano Vetrale, n. 1662 - Napoli, † 1728)
- Paolo De Nevi, pittore, scultore e scrittore italiano (Sesta Godano, n. 1952)
- Paolo da Caylina il Vecchio, pittore italiano (Brescia)
- Paolo de Lorenzi, pittore italiano (Ceneda, n. 1733)
- Paolo da Visso, pittore italiano (Aschio)

## F(5)
- Paolo Farinati, pittore, incisore e architetto italiano (Verona, n. 1524 - Verona, † 1606)
- Paolo di Giovanni Fei, pittore italiano (Siena, n. 1345 - † 1411)
- Paolo Ferretti, pittore italiano (Roma, n. 1864 - Anzio, † 1937)
- Paolo Finoglio, pittore italiano (Orta di Atella - Conversano, † 1645)
- Paolo Fresu, pittore, scenografo e scultore italiano (Asti, n. 1950)

## G(7)
- Paolo Gaidano, pittore italiano (Poirino, n. 1861 - Torino, † 1916)
- Paolo Gamba, pittore italiano (Ripabottoni, n. 1712 - Ripabottoni, † 1782)
- Paolo Garretto, pittore, disegnatore e grafico italiano (Napoli, n. 1903 - Monaco, † 1989)
- Paolo Gioli, pittore, fotografo e regista italiano (Sarzano, n. 1942 - Lendinara, † 2022)
- Paolo Grilli, pittore e scultore italiano (Cesena, n. 1857 - Roma, † 1952)
- Paolo Guidolini, pittore e decoratore italiano (Vicenza, n. 1742 - Vicenza, † 1798)
- Paolo Guidotti, pittore, scultore e architetto italiano (Lucca, n. 1560 - Roma, † 1629)

## L(4)
- Paolo Camillo Landriani, pittore italiano (Ponte in Valtellina, n. 1562 - Milano, † 1618)
- Paolo Landriani, pittore, scenografo e architetto italiano (Milano, n. 1757 - Milano, † 1839)
- Paolo di Lazzarino, pittore italiano
- Paolo Ligozzi, pittore italiano († 1630)

## M(6)
- Paolo Manaresi, pittore e incisore italiano (Bologna, n. 1908 - Bologna, † 1991)
- Paolo Mei, pittore italiano (Roma, n. 1831 - Roma, † 1900)
- Paolo Molnar C., pittore e incisore ungherese (Battonya, n. 1894 - Budapest, † 1981)
- Paolo Monaldi, pittore italiano (Roma, n. 1710 - Roma)
- Paolo Morando, pittore italiano (Verona, n. 1486 - Verona, † 1522)
- Paolo Emilio Morgari, pittore italiano (Torino, n. 1815 - Torino, † 1882)

## P(9)
- Paolo Pagani, pittore italiano (Castello Valsolda, n. 1655 - Milano, † 1716)
- Paolo Pannelli, pittore italiano (n. 1676 - † 1759)
- Paolo da San Leocadio, pittore italiano (Reggio nell'Emilia, n. 1447 - Valencia)
- Paolo Uccello, pittore italiano (Pratovecchio, n. 1397 - Firenze, † 1475)
- Paolo Paschetto, pittore, decoratore e incisore italiano (Torre Pellice, n. 1885 - Torre Pellice, † 1963)
- Paolo Pasotto, pittore e scultore italiano (Bologna, n. 1930 - Bologna, † 2015)
- Paolo Picozza, pittore e grafico italiano (Latina, n. 1970 - San Martino al Cimino, † 2010)
- Paolo Gerolamo Piola, pittore italiano (Genova, n. 1666 - Genova, † 1724)
- Paolo Porpora, pittore italiano (Napoli, n. 1617 - Roma, † 1673)

## R(2)
- Paolo Ricci, pittore, politico e giornalista italiano (Barletta, n. 1908 - Napoli, † 1986)
- Paolo Rodocanachi, pittore greco (Genova, n. 1891 - Genova, † 1958)

## S(5)
- Paolo Sala, pittore e docente italiano (Milano, n. 1859 - Milano, † 1924)
- Paolo Salvati, pittore italiano (Roma, n. 1939 - Roma, † 2014)
- Paolo Schiavo, pittore italiano (Firenze, n. 1397 - Pisa, † 1478)
- Paolo Schiavocampo, pittore e scultore italiano (Palermo, n. 1924 - Milano, † 2022)
- Paolo Emilio Stasi, pittore e archeologo italiano (Spongano, n. 1840 - Spongano, † 1922)

## T(1)
- Paolo Terdich, pittore italiano (Piacenza, n. 1960)

## V(3)
- Paolo Vallorz, pittore italiano (Caldes, n. 1931 - Parigi, † 2017)
- Paolo Veneziano, pittore italiano
- Paolo Vetri, pittore italiano (Castrogiovanni, n. 1855 - Napoli, † 1937)